# Ror Wolf

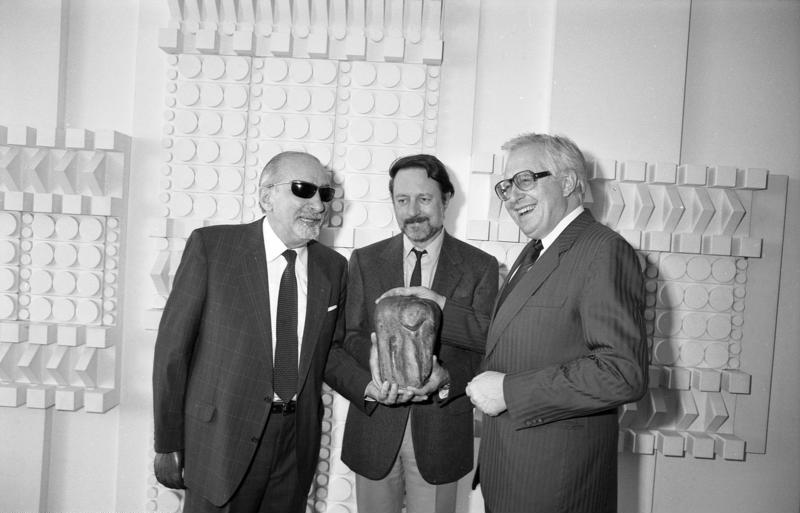
Ror Wolf (Mitte) erhält den Hörspielpreis der Kriegsblinden 1988

Richard Georg „Ror“ Wolf (Pseudonym: Raoul Tranchirer; * 29. Juni 1932 in Saalfeld/Saale, Thüringen; † 17. Februar 2020 in Mainz) war ein deutscher Schriftsteller und Künstler.

## Leben
Nach dem Abitur im Jahre 1951 wurde Wolf die Aufnahme eines Studiums wegen seiner bürgerlichen Herkunft verweigert. Er war zwei Jahre als Bauarbeiter tätig, bevor er im Juli 1953 die DDR verließ und in den Westen ging. In Stuttgart war er zunächst ein Jahr als Hilfsarbeiter tätig. Wolf schrieb sich dann an der Universität Frankfurt am Main zum Studium der Literatur, Soziologie sowie Philosophie ein und begann bald, in der Studentenzeitung Diskus Prosa, Lyrik und Bildcollagen, aber auch Literatur-, Theater- und Jazz-Kritiken zu publizieren. Wolf wurde Feuilletonredakteur beim Diskus und später Literaturredakteur beim Hessischen Rundfunk; seit 1963 war er freier Schriftsteller. In Frankfurt gehörte Wolf zum Freundeskreis der Fotografin Abisag Tüllmann.
Ror Wolf lebte und arbeitete nach über dreißig Umzügen in Mainz. Der Künstlername setzt sich zusammen aus dem Buchstaben R von Richard und or in Georg; das Pseudonym Tranchirer entwickelte er aus dem rückwärts gesprochenen Vornamen: Drahcir ~ tranchir = Tranchirer (Zerschneider).
Wolfs Laufbahn als Autor begann 1958 mit Veröffentlichungen im Diskus. 1964 erschien sein erster Roman Fortsetzung des Berichts, der als eines der wenigen Beispiele für einen deutschsprachigen Nouveau roman gewertet werden kann und eine intensive Auseinandersetzung mit dem Buch Der Schatten des Körpers des Kutschers von Peter Weiss erkennen lässt. In der Folge baute Wolf seine an Samuel Beckett, Franz Kafka und Robert Walser geschulte Prosa weiter aus, die schnell zu einem ebenso kunstvollen wie unverwechselbaren Ton fand; es erschienen Bücher wie Pilzer und Pelzer (1967) und Die Gefährlichkeit der Großen Ebene (1976). Später tritt in Nachrichten aus der bewohnten Welt (1992) und Zwei oder drei Jahre später (2003) eine radikale Verdichtung bei gleichzeitiger äußerer Verknappung seiner Prosa ein. Dabei sind Einflüsse aus Surrealismus, Phantastik, Abenteuer- und Kriminalliteratur ebenso nachweisbar wie humoristische und erotische Motive, die seine Bücher bei allem literarischen Anspruch ausgesprochen unterhaltsam machen. Dies gilt insbesondere für die in Aussichten auf neue Erlebnisse (1996) und Pfeifers Reisen (2007) gesammelten Gedichte.
Wolfs Thema war eine spielerisch-abgründige Auseinandersetzung mit der Wirklichkeit, die bei ihm nur als hochmelodiöser Wortraum existiert. Trotzdem handelte es sich bei seinen Büchern, die die Grenzen traditioneller Erzählmuster souverän überwinden, keineswegs um Sprachspiele ohne Realitätsbezug. Wie viel Wirklichkeit sich mit dem wolfschen Verfahren abbilden lässt, zeigten gerade die populären Fußballbücher und die dazugehörenden Radio-Collagen sehr deutlich: „Die Welt war zwar kein Fußball, aber im Fußball, das ist kein Geheimnis, findet sich eine ganze Menge Welt“ (RW). Wolf faszinierte das, was hinter dem Fußball steht, was durch ihn erkennbar wird und sich durch ihn darstellen lässt – z. B. zwei völlig unterschiedliche Weisen, ein und dasselbe Spiel zu kommentieren (vgl. das Hörspiel Córdoba Juni 13.45 Uhr, 1979). In diesem Sinn hat er zahlreiche Arbeiten aus aufgefundenen O-Tönen von Journalisten und Fans montiert. – Seit 1969 konnte sich Ror Wolf auch als Verfasser von Rundfunkarbeiten einen Namen machen. Leben und Tod des Kornettisten Bix Beiderbecke aus Nordamerika (1986) wurde 1988 mit dem Hörspielpreis der Kriegsblinden ausgezeichnet und gilt dank zahlreicher Ausstrahlungen als eines der erfolgreichsten deutschen Hörspiele.
Ror Wolf war auch bildender Künstler. Seit den frühen sechziger Jahren verfertigte er – hierin Max Ernst, aber auch Peter Weiss vergleichbar – surrealistische Collagen mit Materialien aus der Gründerzeit, die er alten Lexika, Zeitschriften und Benimmratgebern entnahm. Ergänzt durch entsprechende Textkonzentrate, bildeten die solchermaßen gewonnenen Motive die Enzyklopädie für unerschrockene Leser, die es seit 1983 auf sechs Bände gebracht hatte und sich als Parodie auf Gelehrsamkeit, Autorität und positivistische Welterkennungsstrategien lesen ließ.
Ror Wolf war Ehrenspielführer der 2005 gegründeten Autorennationalmannschaft Autonama.
Im April 2006 kündigte Wolf in einem Interview in der tageszeitung an, sein Tonarchiv, das er bei der Arbeit zu den Radiocollagen angelegt hatte, vernichten zu wollen, da er sich damit nicht mehr beschäftigen werde, obwohl er sehr viel weiterzugeben habe. Dazu kam es nicht. Ende 2007 wurde dem Deutschen Literaturarchiv Marbach ein erstes Konvolut mit frühen Manuskripten und Korrespondenz überlassen. Teile des Vorlasses sind im Literaturmuseum der Moderne in Marbach in der Dauerausstellung zu sehen. Dem Südwestrundfunk überließ er die mit der wissenschaftlichen Erschließung abgestimmte radiophone Nutzung. Daraus entstand das Hörspiel Angriff ist die beste Verteidigung – ein von Ror Wolf vorgelassenes Hörspiel von Hermann Bohlen, Erstsendung in SWR2 am 3. Juli 2009. 2011 und 2012 veröffentlichte die Frankfurter Allgemeine Zeitung mehrere Collagen sowie Ausschnitte aus dem unveröffentlichten Roman Neunundzwanzig Versuche, die Welt zu verschlingen. 2015 erschienen, ebenfalls in der FAZ, einige Folgen seiner Collagen zu Ror Wolfs gereimte Welten und zu dem neuen Werk Ror Wolf: Die plötzlich hereinkriechende Kälte im Dezember. Das Museum Bensheim zeigte vom 6. März bis 24. April 2016 eine repräsentative Auswahl seiner surrealen Collagen unter dem Titel Ror Wolfs wunderbare Welten.

## Auszeichnungen
- 1965: Förderpreis des Niedersächsischen Kunstpreises, Hannover
- 1971: Stipendiat des Senats von Berlin
- 1976: Writer in Residence: University of Warwick, England
- 1983: Förderpreis des Hessischen Kulturpreises, Wiesbaden
- 1983: Stipendiat des Deutschen Literaturfonds, Darmstadt
- 1988: Hörspielpreis der Kriegsblinden, Bonn
- 1988: Marburger Literaturpreis
- 1990: Stipendiat des Deutschen Literaturfonds, Darmstadt
- 1991: Preis für Groteske Literatur "Schwarzer Peter", Düsseldorf
- 1992: Bremer Literaturpreis
- 1992: Frankfurter Hörspielpreis
- 1996: Heimito von Doderer-Literaturpreis, Wien
- 1997: Kunstpreis Rheinland-Pfalz, Mainz
- 1998: Amsterdam-Stipendium des Künstlerhauses Edenkoben
- 2003: Großer Literaturpreis der Bayerischen Akademie der Schönen Künste, München
- 2003: Eugen Viehof-Ehrengabe der Deutschen Schillerstiftung, Dortmund/Weimar
- 2004: Kasseler Literaturpreis für grotesken Humor
- 2006: Jahrespreis der deutschen Schallplattenkritik, Berlin
- 2006: Hörbuch des Jahres, Wiesbaden
- 2007: Hörspiel des Jahres, Deutsche Akademie der Darstellenden Künste, Bensheim
- 2008: Friedrich-Hölderlin-Preis der Stadt Bad Homburg
- 2014: Georg-K.-Glaser-Preis des Landes Rheinland-Pfalz und des SWR
- 2015: Günter-Eich-Preis der Medienstiftung der Sparkasse Leipzig
- 2016: Schiller-Gedächtnispreis[11] des Landes Baden-Württemberg
- 2018: Rainer-Malkowski-Preis

## Werke

### Ror Wolf Werke (RWW)
- Band 1: Friedmar Apel (Hrsg.): Im Zustand vergrößerter Ruhe. Die Gedichte. Schöffling & Co., 2009.
- Band 2: Kai U. Jürgens (Hrsg.): Prosa I: Fortsetzung des Berichts. Schöffling & Co., 2010, ISBN 978-3-89561-921-2.
- Band 3: Kay Sokolowsky (Hrsg.): Prosa II: Pilzer und Pelzer. Schöffling & Co., 2010.
- Band 4: Kai U. Jürgens (Hrsg.): Prosa III: Die Gefährlichkeit der großen Ebene. Schöffling & Co., 2012, ISBN 978-3-89561-922-9.
- Band 5: Kai U. Jürgens (Hrsg.): Prosa IV: Nachrichten aus der bewohnten Welt. Schöffling & Co., 2014, ISBN 978-3-89561-924-3.
- Band 7: Hans Burkhard Schlichting (Hrsg.): Die Einsamkeit des Meeresgrunds. Die Hörspiele. Schöffling & Co., 2012, ISBN 978-3-89561-917-5.
- Band 9: Thomas Schröder (Hrsg.): Raoul Tranchirers Enzyklopädie für unerschrockene Leser. Band II, Schöffling & Co., 2009.

### Werkausgabe
- Nachrichten aus der bewohnten Welt. Frankfurter Verlagsanstalt 1991, Nachdruck Fischer 1994, ISBN 978-3-596-11765-9
- Fortsetzung des Berichts. Neuausgabe, Frankfurter Verlagsanstalt 1992, Nachdruck Fischer 1995.
- Die Gefährlichkeit der Großen Ebene. (darin auch Pilzer und Pelzer), Neuausgabe, Frankfurter Verlagsanstalt 1992, Nachdruck Fischer 1996.
- Das nächste Spiel ist immer das schwerste. Neuausgabe, Frankfurter Verlagsanstalt 1994, Nachdruck Fischer 1996.
- Danke schön. Nichts zu danken. (darin auch Mehrere Männer), Neuausgabe, Frankfurter Verlagsanstalt 1995, Nachdruck Fischer 1997.
- Aussichten auf neue Erlebnisse. Moritaten, Balladen und andere Gedichte 1957–1996. Frankfurter Verlagsanstalt 1996, Nachdruck Fischer 1999.

### Enzyklopädie für unerschrockene Leser
- Band 1: Raoul Tranchirers vielseitiger großer Ratschläger für alle Fälle der Welt. Anabas-Verlag 1983; erw. Neuausgabe Schöffling & Co. 1999.
  - als Fischer Taschenbuch, Frankfurt am Main 2009, ISBN 978-3-596-18297-8.
- Band 2: Raoul Tranchirers Mitteilungen an Ratlose. Haffmans 1988; erw. Neuausgabe Anabas 1997.
- Band 3: Raoul Tranchirers Welt- und Wirklichkeitslehre aus dem Reich des Fleisches, der Erde, der Luft, des Wassers und der Gefühle. Anabas 1990.
- Band 4: Tranchirers letzte Gedanken über die Vermehrung der Lust und des Schreckens. Anabas 1994.
- Band 5: Raoul Tranchirers Enzyklopädie für unerschrockene Leser & ihre überschaubaren Folgen. Anabas 2002.
- Band 6: Raoul Tranchirers Bemerkungen über die Stille. Schöffling & Co. 2005.
- Band 7: Raoul Tranchirers Notizen aus dem zerschnetzelten Leben.[12][13][14][15][16][17]. Schöffling & Co, Frankfurt am Main 2014, ISBN 978-3-89561-326-5.
- Auswahlband: Raoul Tranchirers Taschenkosmos. Wagenbach 2005.

### Aufzeichnungen aus dem Archiv der Wirklichkeitsfabrik
- Die Grenzen der Vertraulichkeit oder Große Reise in entgegengesetzter Richtung. Anabas 2006.
- Eine schöne Umgebung oder Neuigkeiten aus dem Gebiet der dunklen Gefühle. Anabas 2008.
- Vor dem Fenster übrigens zu meiner Verwunderung die Abenddämmerung. Anabas 2008.
- Ungefähr 132 Bewegungen oder Worte aus dem Inneren des Mundes. Anabas 2011.

### Ausgaben
- Vorzeichen. Fünf neue deutsche Autoren. (Anthologie, herausgegeben von Hans Magnus Enzensberger), Suhrkamp 1962
- Fortsetzung des Berichts. Roman, Suhrkamp 1964; Neuausgabe Suhrkamp 1970.
- Das Lexikon der feinen Sitte. zus. mit Karl Riha, Prosa und Bildcollagen, Diskus-Verlag 1964.
- Pilzer und Pelzer. Roman, Suhrkamp 1967; erw. Neuausgabe Suhrkamp 1978, vollst. Ausgabe mit Bildcollagen Luchterhand 1988. ISBN 9783518369661
- mein famili. Moritaten und Bildcollagen, Anabas-Verlag 1968; erw. Ausgabe Suhrkamp 1971.
- Danke schön. Nichts zu danken. Geschichten, Suhrkamp 1969.
- Punkt ist Punkt. Fußball-Spiele. Suhrkamp 1971; erw. Ausgabe ebd. 1973; erste Version: Punkt ist Punkt. Beschäftigung mit dem Fußball. In: Renate Matthaei (Hrsg.): Trivialmythen März, Frankfurt am Main 1970, S. 20–39; Neuaufl. Area, Erftstadt 2004, ISBN 3-89996-029-7, S. 340–359.
- Auf der Suche nach Doktor Q. Hörspiel-Trilogie, Suhrkamp 1976.
- Die Gefährlichkeit der großen Ebene. Roman und kurze Prosa, Suhrkamp 1976.
  - Neuauflage: Schöffling, Frankfurt am Main 2011, ISBN 978-3-89561-922-9.
- Die heiße Luft der Spiele. Prosa und anderes, Suhrkamp 1980.
- Das nächste Spiel ist immer das schwerste. (Sammelband aller Fußballtexte) Athenäum 1982, erw. Neuausgabe Haffmans 1990, häufige Neuaufl., zuletzt Schöffling, Frankfurt 2008, ISBN 978-3-89561-324-1.
- Hans Waldmanns Abenteuer. Moritaten, Balladen und andere Gedichte, Haffmans 1985.
- Mehrere Männer. Prosa und Bildcollagen, Luchterhand 1987.
- Ausflug an den vorläufigen Rand der Dinge. Prosa 1957–1976 mit Bildcollagen, Luchterhand 1988.
- Ein Komplott aus Spiel, Spaß und Entsetzen. Prosa, Lyrik, Collagen, hrsg. von Karl Riha, Reclam 1994.
- Leben und Tod des Kornettisten Bix Beiderbecke aus Nordamerika. Radio-Reisen. Hörspiele (darin die CD Vier Radio-Collagen) Schöffling 2000.
- Zwei oder drei Jahre später. Siebenundvierzig Ausschweifungen. Frankfurter Verlagsanstalt 2003.
- Zwei oder drei Jahre später. Neunundvierzig Ausschweifungen. erw. Neuausgabe (enthält Die neunundvierzigste Ausschweifung) Schöffling 2007.
- Pfeifers Reisen. Gedichte. Schöffling 2007.
- Verschiedene Möglichkeiten, die Ruhe zu verlieren. Ein Lesebuch, hrsg. von Brigitte Kronauer, Schöffling 2008.
- Die Vorzüge der Dunkelheit. Neunundzwanzig Versuche die Welt zu verschlingen. Horrorroman. Schöffling, Frankfurt am Main 2012, ISBN 978-3-89561-307-4.
- Die plötzlich hereinkriechende Kälte im Dezember. Schöffling, Frankfurt am Main 2015, ISBN 978-3-89561-306-7.
- Die Gedichte. Schöffling, Frankfurt am Main 2017, ISBN 978-3-89561-269-5.
- Alles andre: ungewiß. Gedichte. Schöffling 2020, ISBN 978-3-89561-912-0.

### Bibliophile Drucke
- Achtung Achtung. serielle manifeste VIII, edition galerie press, st. gallen 1966.
- Frau Grau. Raamin-Presse 1973.
- Nächtliches Aufschreien. The Bear Press 1991.
- Nachrichten aus der bewohnten Welt. Marvid-Presse 1993.
- Die weiche Welt der fließenden Tiere. The Bear Press 1995.
- Frau Grau. Rabenpresse 1996.
- Nachrichten aus der bewohnten Welt. Rabenpresse 1996.
- Die Gewalt des Gesangs in Nevada. Schöffling & Co. 1999.
- Ein Unglück im Westen, am 13. Mai. The Bear Press 2000.
- Auf nach Westen. Privatdruck Anke Kuhl 2001.
- Weder in Schleiz noch an einer anderen Stelle der Welt. The Bear Press 2006.
- Die Hand. The Bear Press 2008.
- Ausdehnung. The Bear Press 2008.
- Abneigung. The Bear Press 2010.
- Collagen. Edition Romanfabrik, Frankfurt am Main 2014, ISBN 978-3-00-047522-1.
- Hans Waldmanns Abenteuer. Gesamtausgabe. Nachwort Ulrike Almut Sandig. Schöffling & Co. 2018.

### Tagebücher
- Die unterschiedlichen Folgen der Phantasie. Tagebuch 1966–1996. Herausgegeben von Klaus Schöffling, Schöffling & Co. 2022, ISBN 978-3-89561-913-7.

### Hörspiele
- Der Chinese am Fenster, Regie: Raoul Wolfgang Schnell, WDR/HR 1971.
- Die überzeugenden Vorteile des Abends, Regie: Heinz Hostnig, WDR/BR 1973.
- Reise in die Luft in 67 Minuten und 15 Sekunden, Regie: Heinz Hostnig, HR/WDR 1976.
- Bananen-Heinz, Regie: Ror Wolf, HR 1983
- Leben und Tod des Kornettisten Bix Beiderbecke aus Nord-Amerika, Regie: Heinz Hostnig, SWF/HR/NDR/WDR 1986
- Das Blinzeln des magischen Auges – Der Hörspielmacher Ror Wolf, Regie: Ror Wolf, HR/SR 1990.
- Die Durchquerung der Tiefe in dreizehn dunklen Kapiteln, Regie: Hermann Naber, SWF/DLF/HR 1997.
- Mehrere Männer – Zweiunddreißig ziemlich kurze Geschichten, Regie: Antje Vowinckel, SWR 2001.
- Die Gewalt des Gesangs in Nevada, Regie: Thomas Gerwin, SWR 2005.
- Die neunundvierzigste Ausschweifung, Regie: Antje Vowinckel, SWR 2007.
- Raoul Tranchirers Bemerkungen über die Stille, Regie: Thomas Gerwin, SWR 2007.
- Die Vorzüge der Dunkelheit, Regie: Thomas Gerwin, RBB/WDR 2012.

### Originalton-Hörspiele
- Die Einsamkeit des Meeresgrundes, Regie: Peter Lilienthal, WDR/SDR 1979 (mit nachgesprochenem Originalton)
- Bananen-Heinz, Regie: Ror Wolf, HR 1983.
- Das langsame Erschlaffen der Kräfte, Regie: Jürgen Roth, Ror Wolf, BR 2006.

### Radio-Collagen
- Die heiße Luft der Spiele, Regie: Günter Guben, Ror Wolf, SDR 1972.
- Die Stunde der Wahrheit, Regie: Ror Wolf, HR 1974.
- Schwierigkeiten beim Umschalten, Regie: Ror Wolf. HR 1978.
- Rückblick auf große Tage, Regie: Ror Wolf, HR 1978.
- Der Ball ist rund, Regie: Ror Wolf, HR 1979.
- Merkwürdige Entscheidungen, Regie: Ror Wolf, HR 1979.
- Die alten Zeiten sind vorbei, Regie: Ror Wolf, HR 1979.
- Expertengespräche, Regie: Ror Wolf, HR 1979.
- Heinz, wie ist Deine Ansicht?, Regie: Ror Wolf HR 1979.
- Cordoba Juni 13 Uhr 45, Regie: Ror Wolf, HR 1979.

### Tonträger
- Die heiße Luft der Spiele, Hörspielcassette, Hessischer Rundfunk 1980.
- Der Ball ist rund / Schwierigkeiten beim Umschalten, Radio-Collagen, Schallplatte, Edition RZ 1987.
- Leben und Tod des Kornettisten Bix Beiderbecke aus Nordamerika, Hörspielkassette, Klett-Cotta 1989; CD Aufbau/Audio-Verlag 2000.
- Radio-Collagen. Fußball-WM 1974 und 1978, CD, Anabas 1998.
- Vier Radio-Collagen, CD, in: Leben und Tod des Kornettisten Bix Beiderbecke aus Nordamerika. Radio-Reisen, Schöffling & Co. 2000.
- Dichter Stimmen 2: 70er Jahre, 3CD-Box, Der Hörverlag 2005; darin ein zwanzigminütiger Ausschnitt aus Die Gefährlichkeit der großen Ebene, gelesen von Ror Wolf.
- Gesammelte Fußballhörspiele, Zehn Radiocollagen aus vergangenen Tagen und Das langsame Erschlaffen der Kräfte, herausgegeben von Jürgen Roth, 4CD-Box, Intermedium 2006.
- Die neunundvierzigste Ausschweifung, gelesen von Christian Brückner, DoCD, Parlando 2007.
- Die Vorzüge der Dunkelheit, gelesen von Christian Brückner, DoCD, Parlando 2012.

### Übersetzungen (Auswahl)
- La terrible festin, französische Ausgabe von Fortsetzung des Berichts, übersetzt von Lily Jumel, Gallimard, Paris 1970.
- Tentativi di mantenere la calma, zweisprachige italienisch-deutsche Sammlung von Kurzprosa, hrsg. und übersetzt von Giovanni Nadiani, Mobydick, Faenza 2001.
- Obdas Maestras del relato breve. Con Orientaciones didácticas, spanische Anthologie, darin als De Hombres varios eine Auswahl aus Mehrere Männer, übersetzt von Rolando Sánchez Mejias, Oceano, Barcelona 2003.
- Two or Three Years Later. Fourty-Nine Digressions, englische Ausgabe von Zwei oder drei Jahre später, übersetzt von Jennifer Marquardt, Open Letter Books, Rochester 2013.
- Karanlığın Faydaları, türkische Ausgabe von Die Vorzüge der Dunkelheit, Everest Yayinlari, Istanbul 2014.

Daneben Übertragungen ins Dänische, Englische, Französische, Italienische, Japanische, Niederländische, Norwegische, Portugiesische, Russische, Spanische, Türkische, Ungarische.

## Herausgabe
- Jahrbuch der Lyrik (mit Christoph Buchwald), München 1997.